# 伊江御殿墓

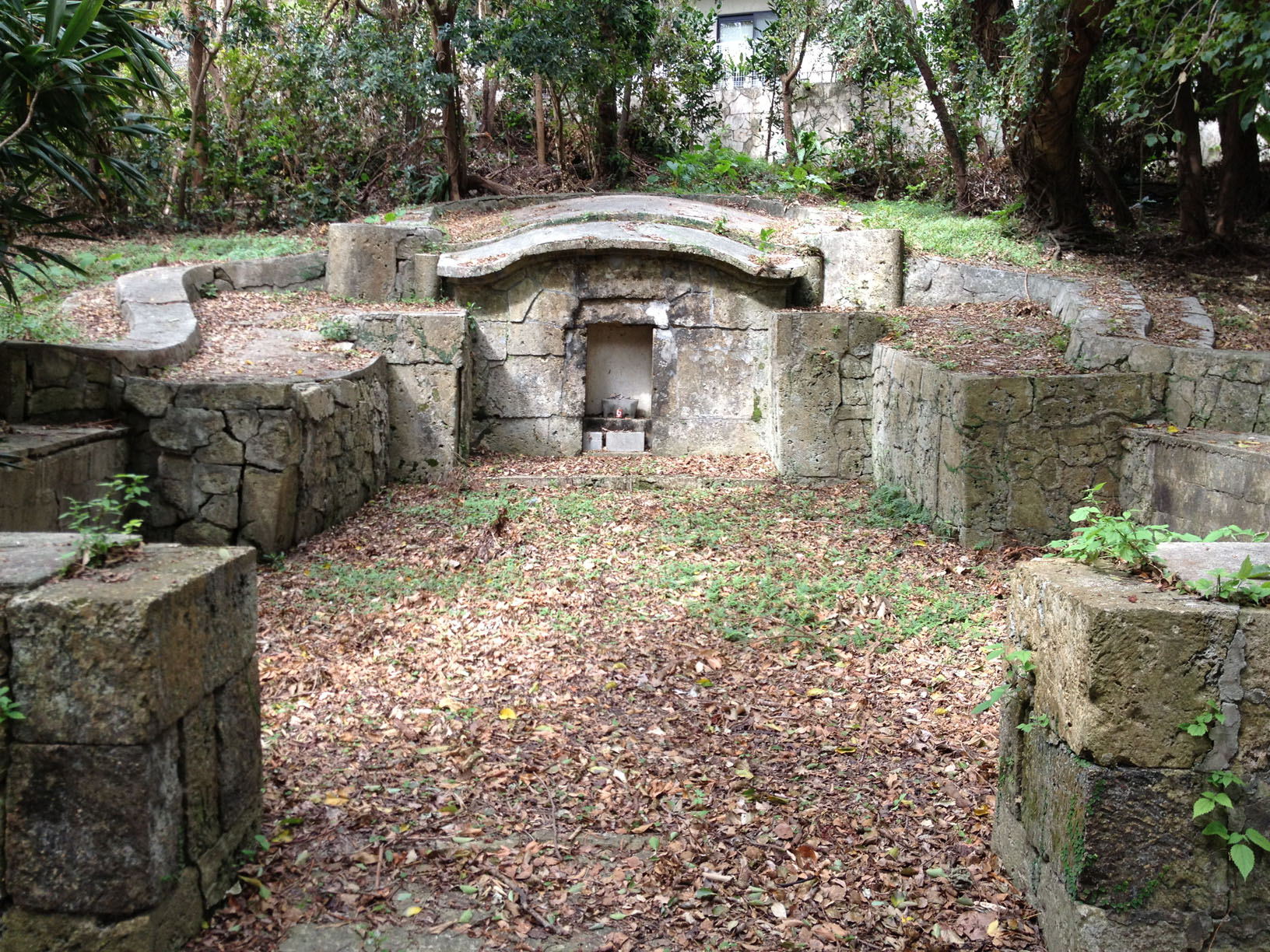
伊江御殿墓

伊江御殿墓（いえうどぅんばか）は、沖縄県那覇市首里石嶺町にある、琉球王族・伊江御殿の歴代墓である。墓様式は沖縄地方特有の亀甲墓（カーミナクーバカ）で、かつ1687年に建造された県内最古の亀甲墓の一つである。1999年12月1日に国の重要文化財に指定された。

## 概要
伊江御殿は、第二尚氏王統第4代尚清王の第7王子・伊江王子朝義を元祖とする御殿（うどぅん、王家分家）である。「向姓家譜（伊江家）」によれば、4世朝敷のときに西原間切石嶺村（現在の首里石嶺町）に5反8畝23歩（約5,828平方メートル）の「墳地」（墓地）を拝領し、1687（康煕26）年、5世朝嘉が父の遺志を継いで「墳墓」（墓本体）を完成させた。
伊江家の伝承によれば、この墓はタイロウに風水を見てもらって造営されたという。タイロウとは曾得魯（そうとくろ、TSENG-TE-LU）のことで、沖縄ではチャンタールーと呼ばれていた。明清交替期に福州から琉球へ亡命してきた中国人で、那覇の泉崎に居住し、漢学を教える傍ら、風水を見たりして暮らしていたらしく、その名は程順則の「廟学紀略」にも記されている。
墓本体は幅約11m、奥行きが約17m、面積が約140平方メートルで、周辺の樹木が生い茂る現在の墓域は2,266平方メートルある。墓本体は斜面を切り開いて造られた墓室とその前面の袖垣によって囲まれた墓庭からなる。墓庭は墓室よりのサンミデー（三昧台）と手前よりのナー（庭）に分かれる。墓本体の大きさは、後年造られる他の御殿墓と比べると小さいが、ヒンプン（屏風）を欠く以外は、ヤジョーマーイ（屋形まわり）、ウーシ（臼）、クー（甲）など、近世の亀甲墓の要素をすべて備えている。
墓室正面のマユ（眉）と呼ばれる屋根部と墓室入口の間が後年の亀甲墓に比べると狭く、初期の亀甲墓の特徴を示している。主要部は漆喰塗りで化粧され、墓室内部はマチと呼ばれるアーチ式の石組みになっていると言われる。造墓年の古い亀甲墓としては護佐丸の墓（1686年）も知られているが、文献によっては伊江御殿墓を最古としている。
沖縄戦で一部破壊され、切石の代わりに戦後コンクリートブロックやセメントで一部補修された部分はあるものの、全体的には保存状態は良好である。初期の亀甲墓であること、被葬者の身分（王族）の高さ、保存状態の良好さ等から、その価値は高く、亀甲墓の様式の変遷や発展史を考える上で重要な墓であるといえる。1999年、国の重要文化財に指定された。

## ギャラリー

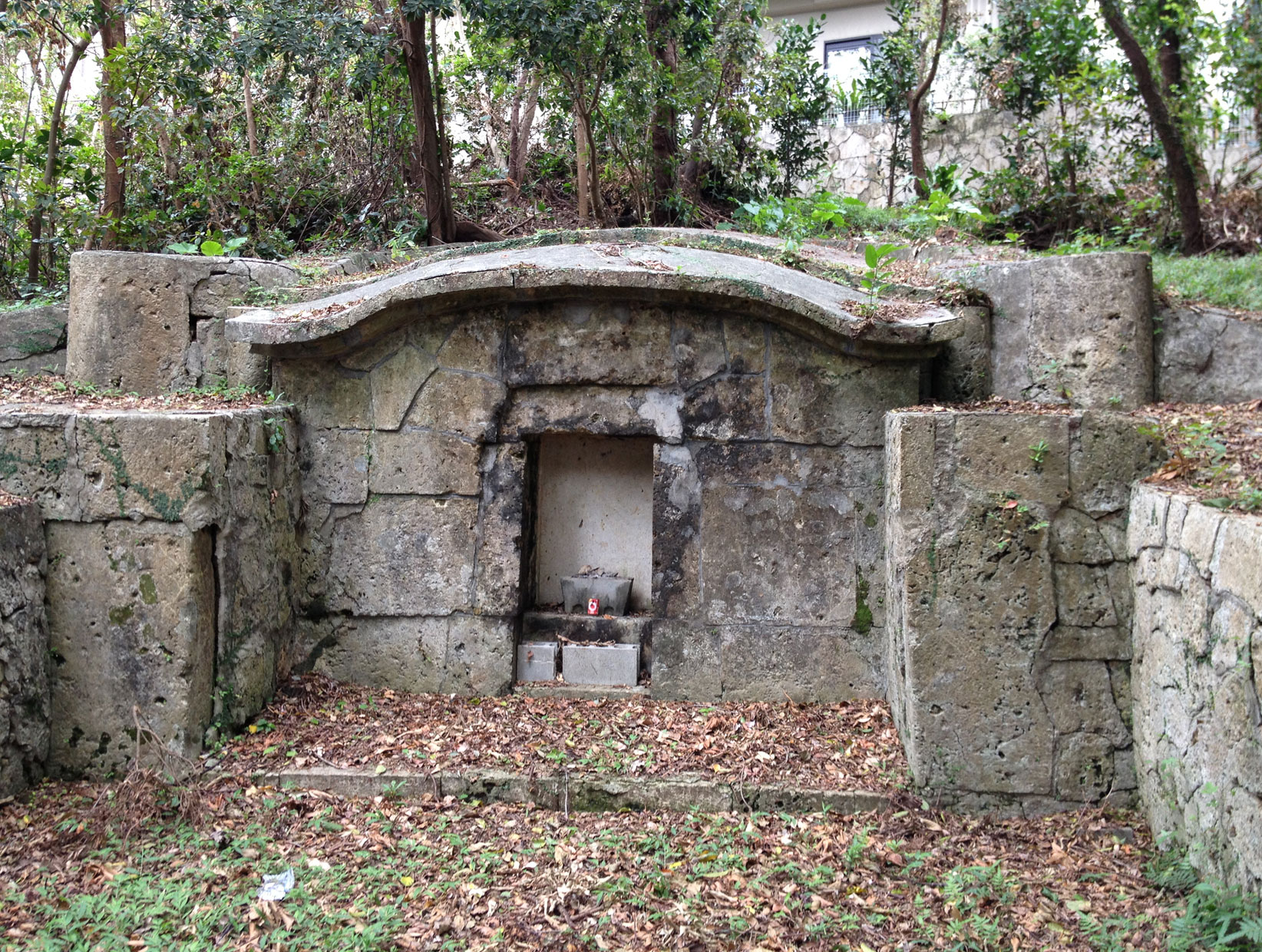
墓室正面
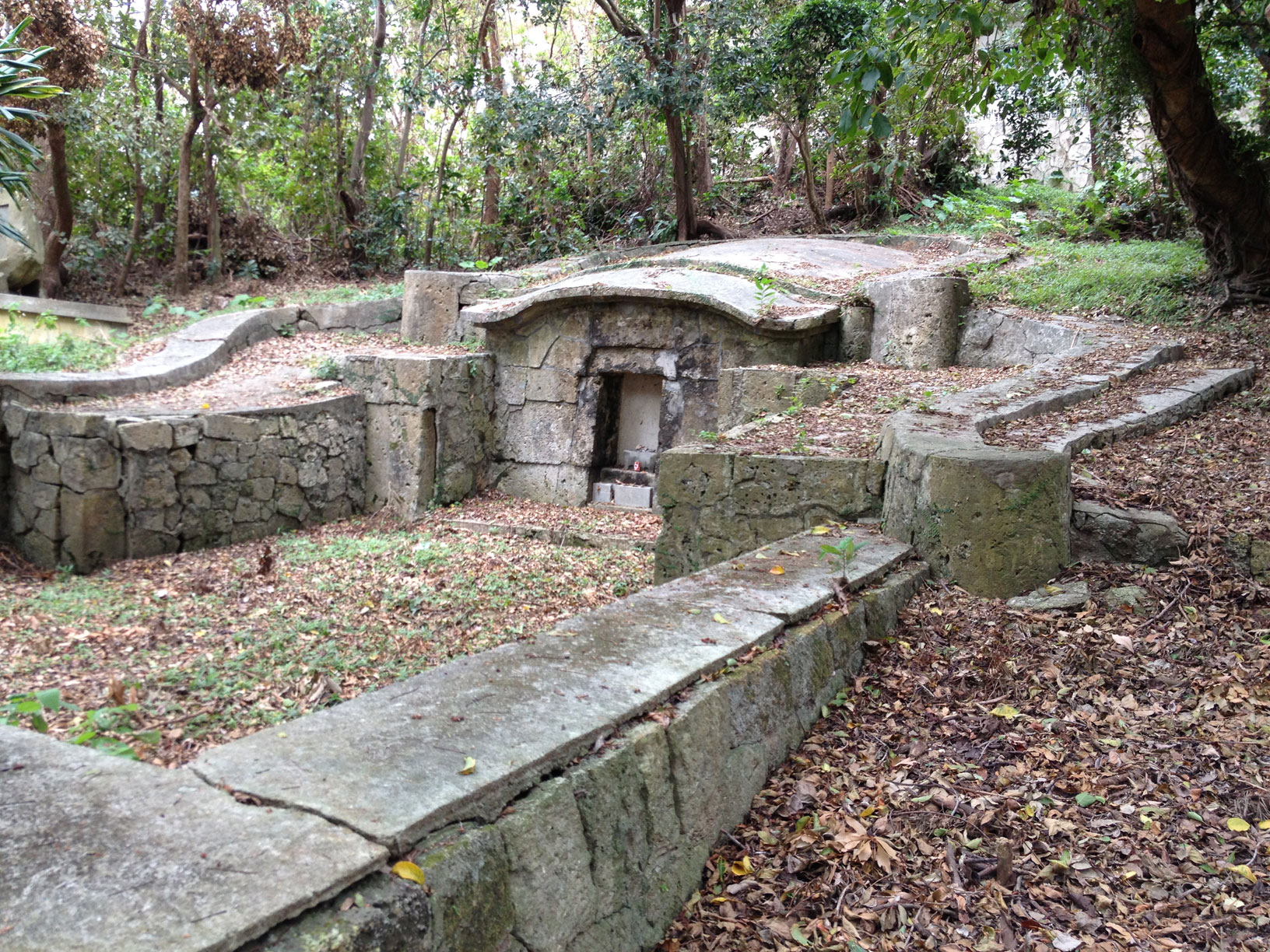
庭部と墓室
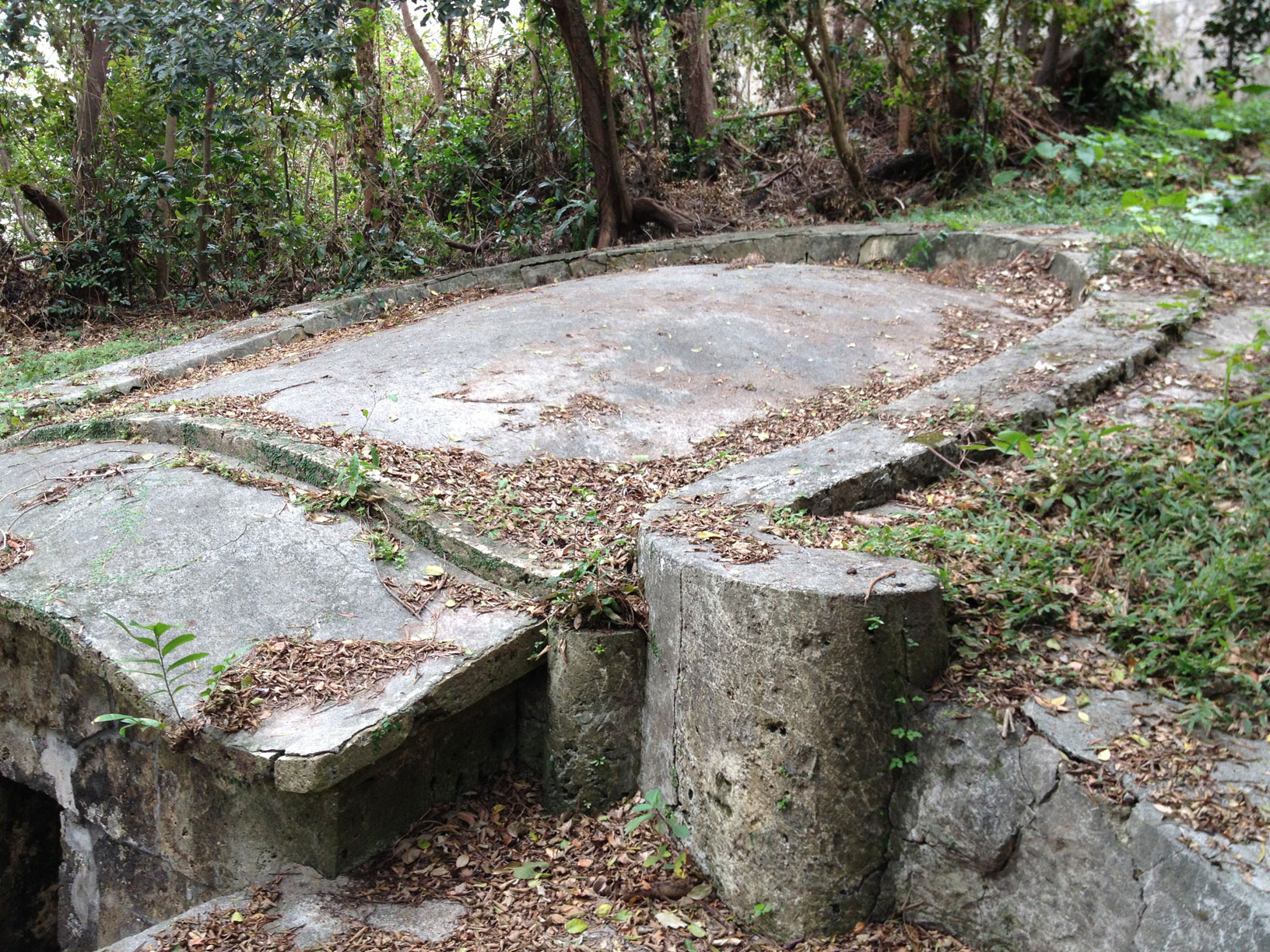
屋根部：マユ（眉）、クー（甲）、ウーシ（臼）
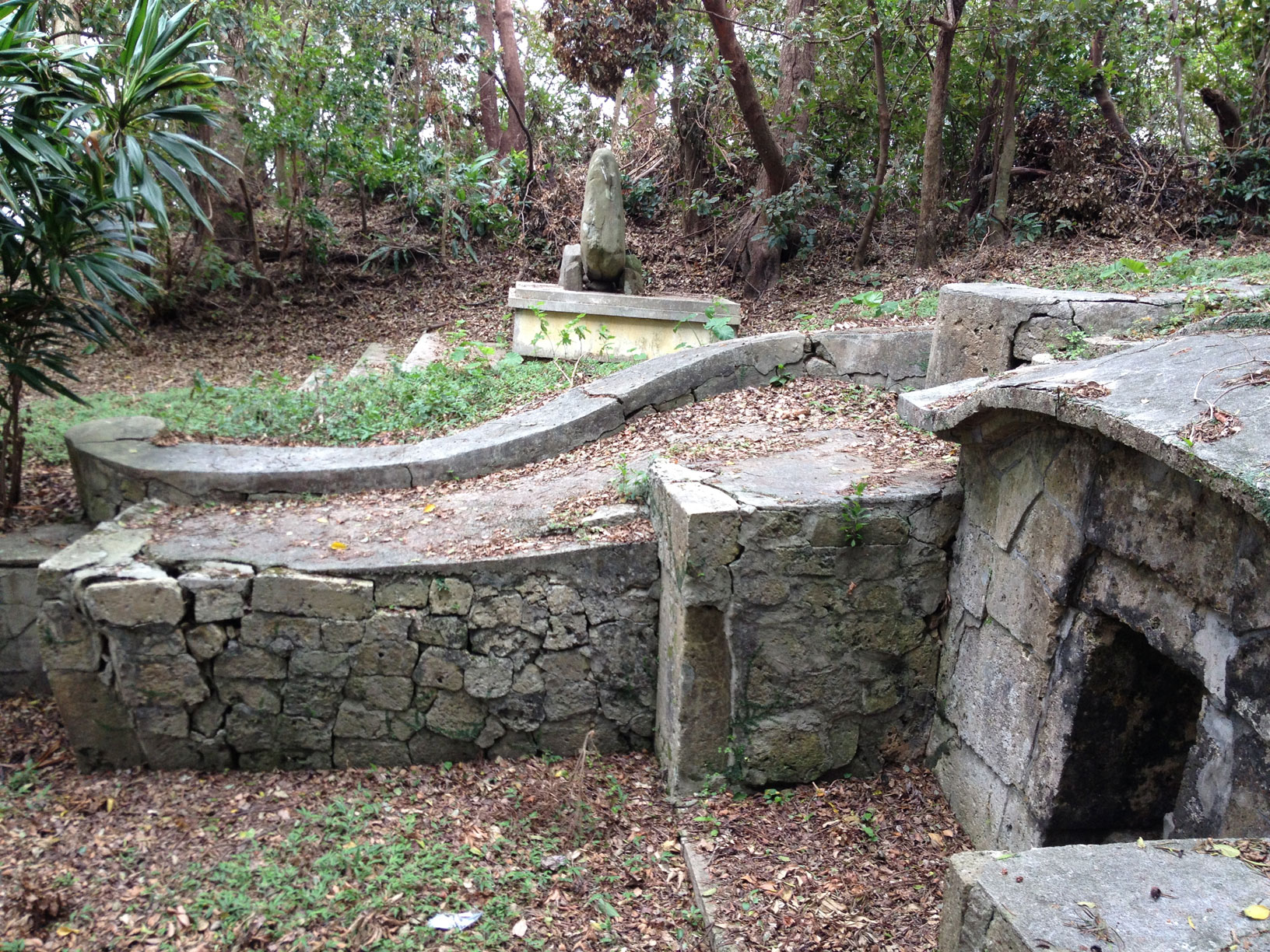
袖石
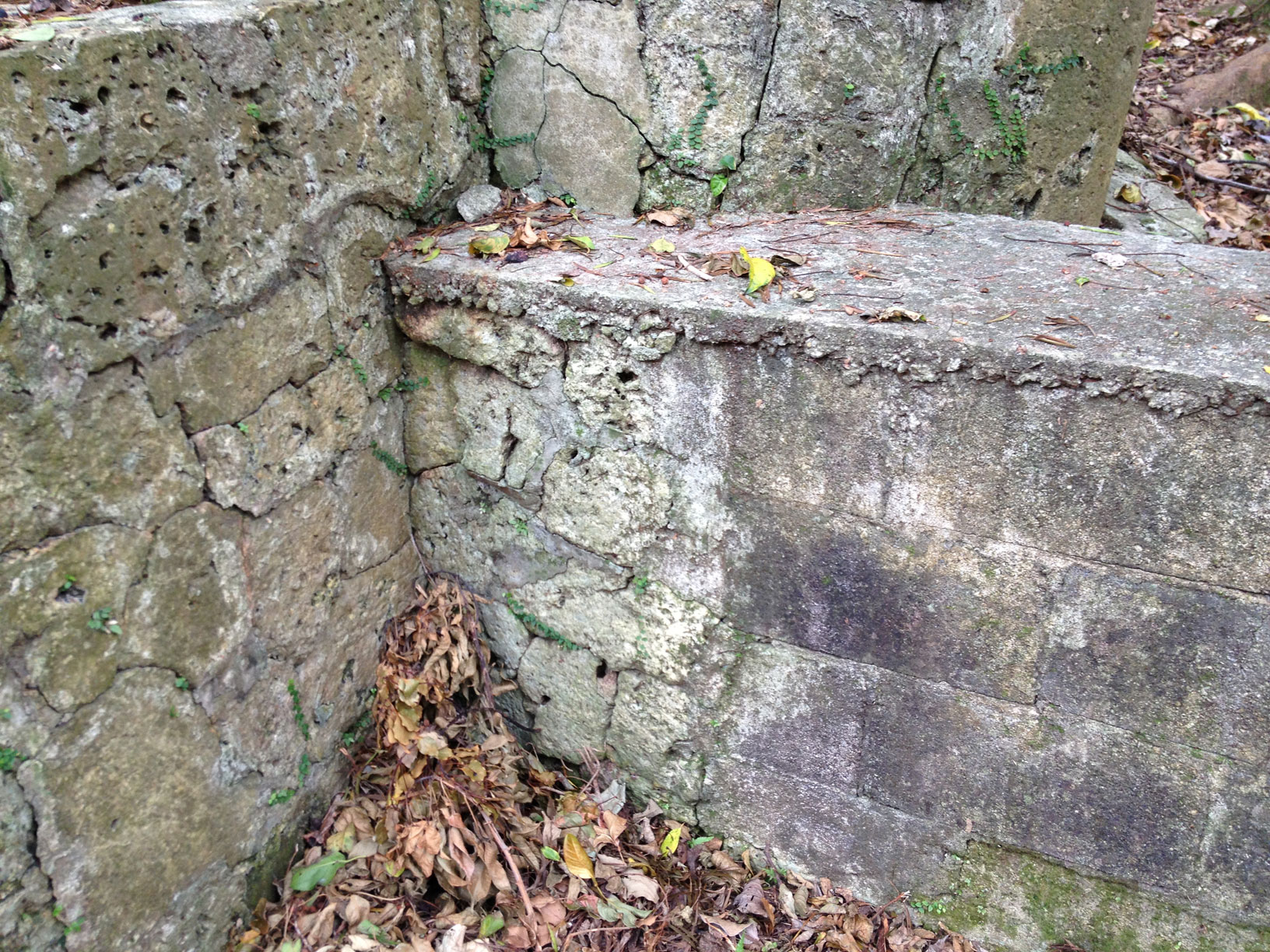
袖垣。一部ブロックで補修
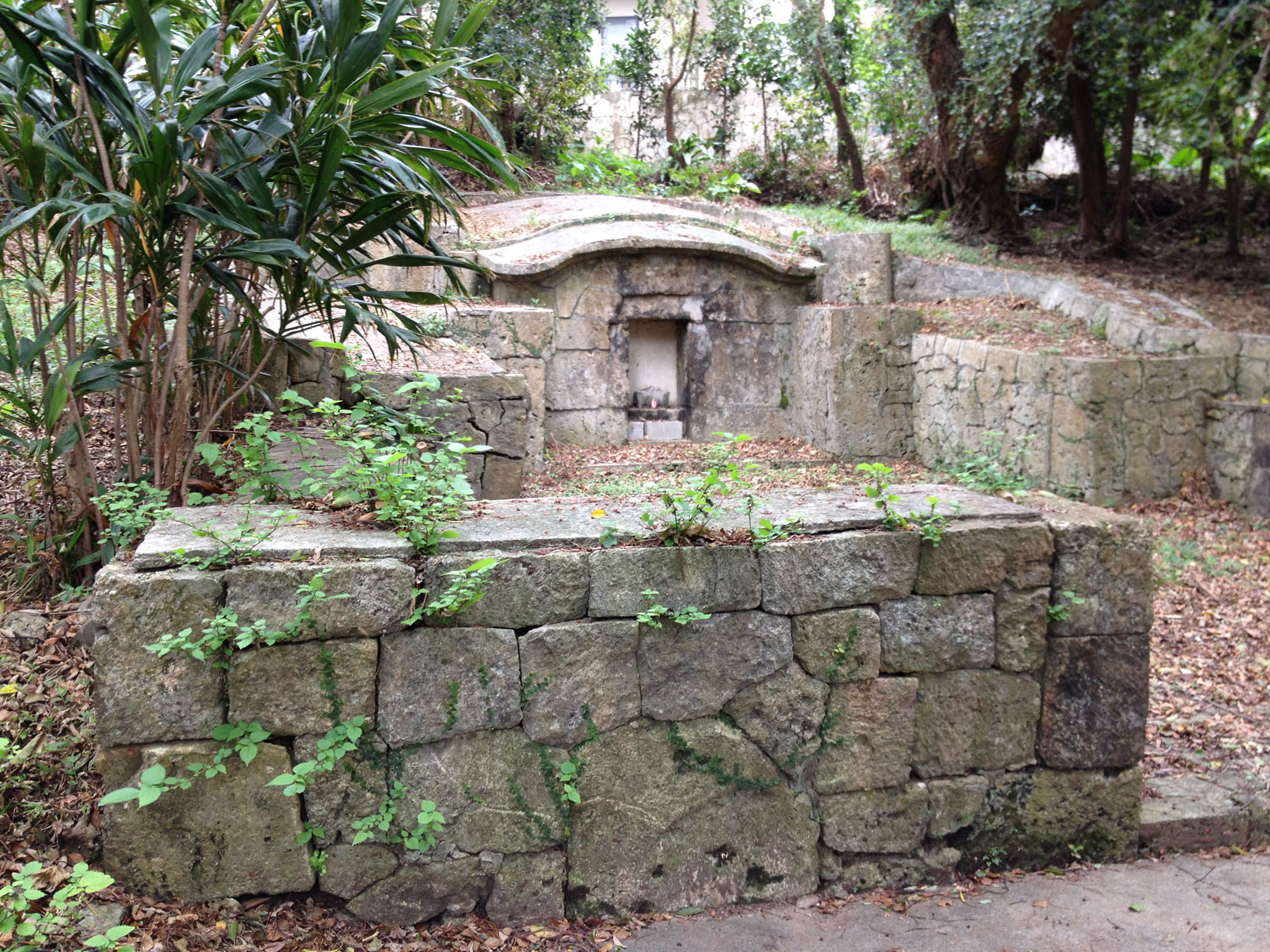
袖垣前部の石組み
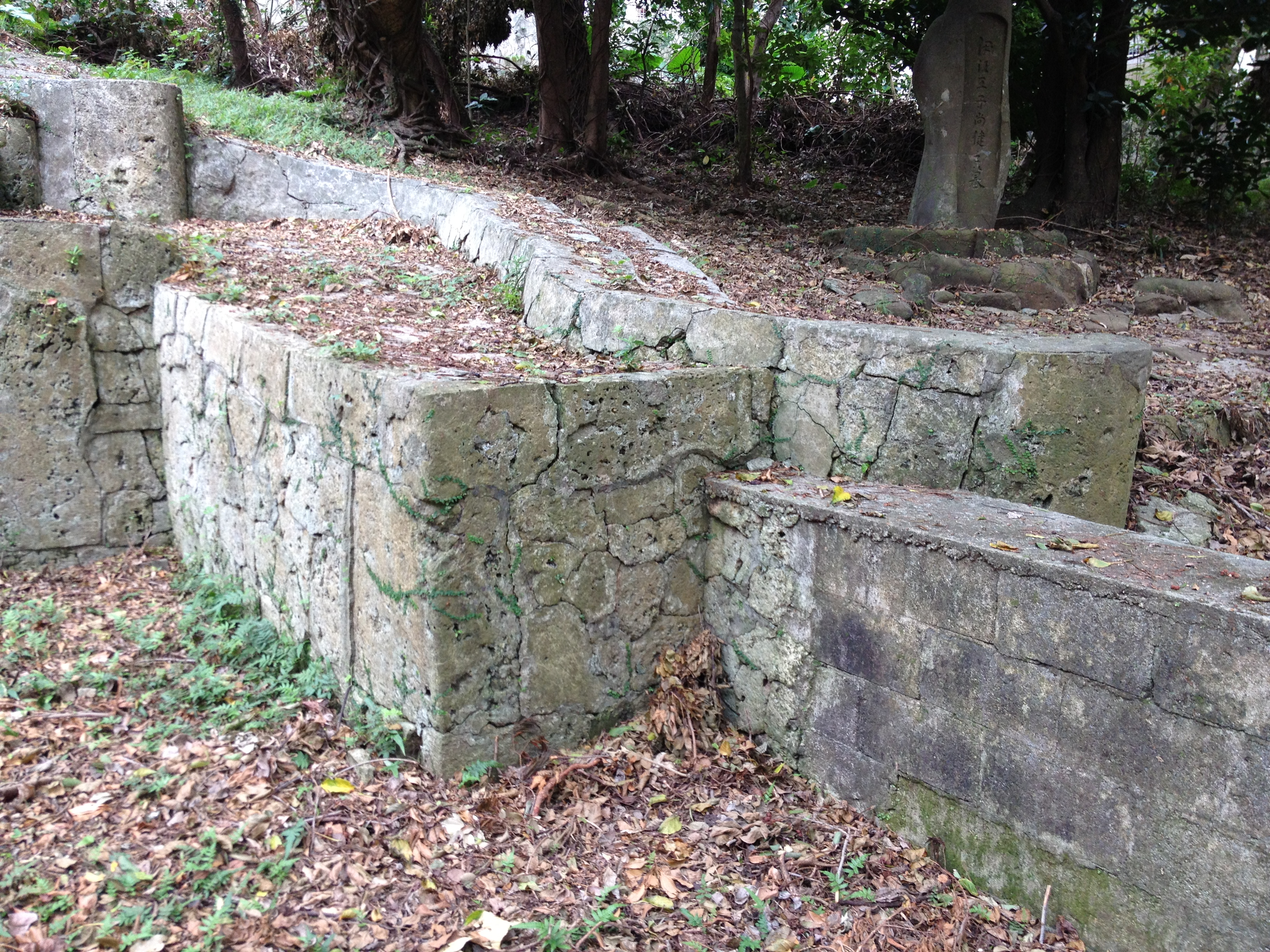
袖石と袖垣
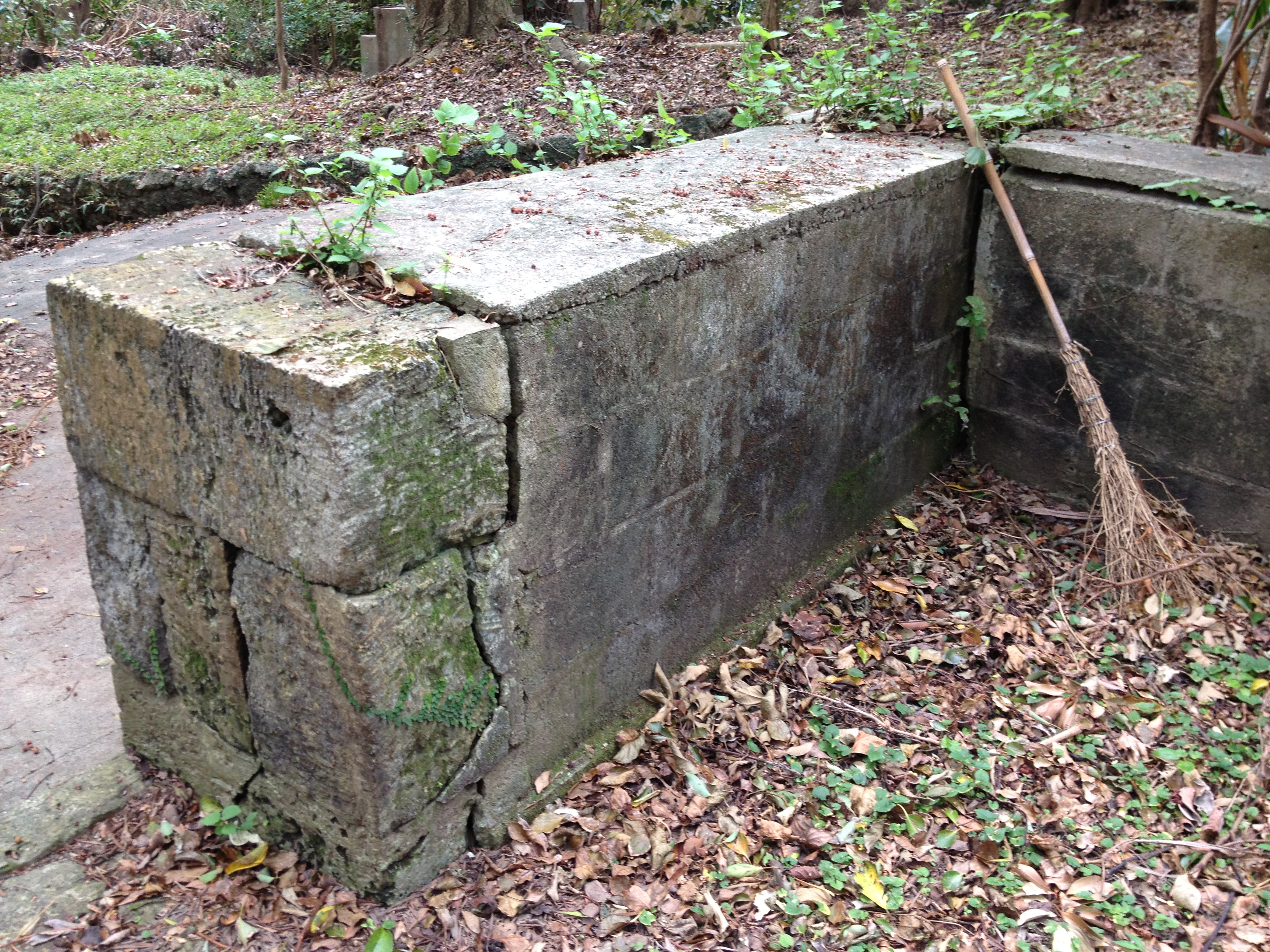
門近くの袖垣。一部ブロックで補修
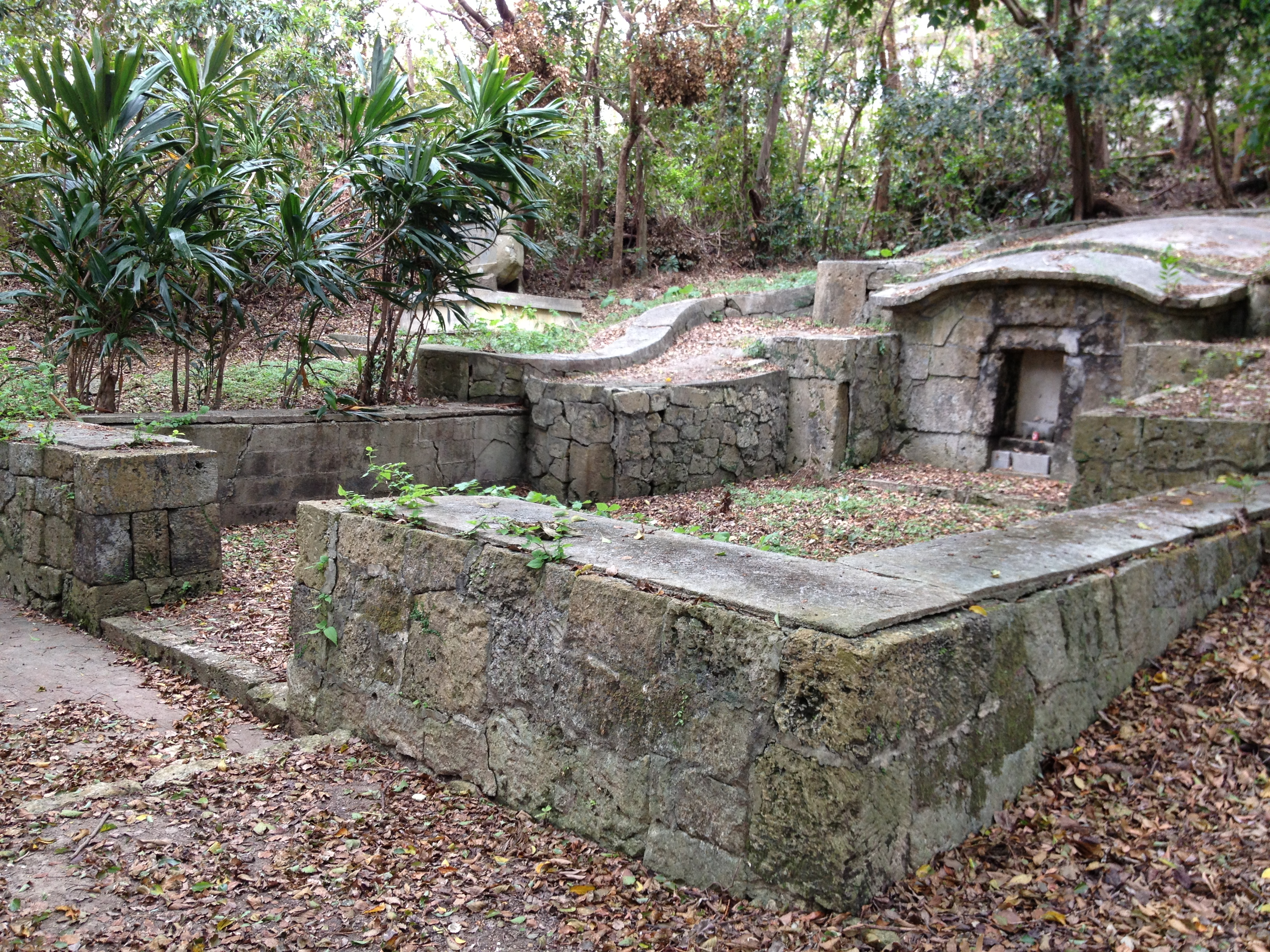
門と庭部全景